# Jehú (profeta)

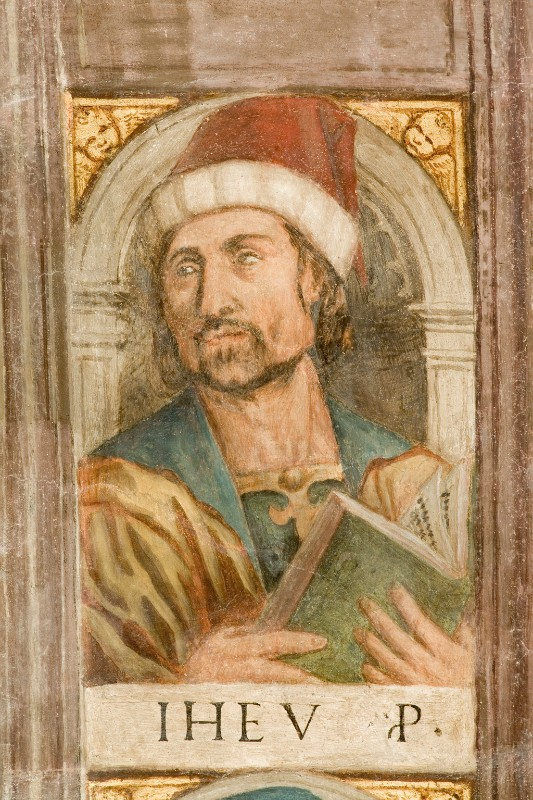
Retrato del profeta Jehú, de Girolamo Tessari, en Padua, iglesia de San Francisco

Jehú (UK  /ˈdʒiːhjuː/, US  /ˈdʒiːhuː/; יֵהוּא Yēhūʾ, «Yah es Él») hijo de Hanani fue un profeta mencionado en la Biblia hebrea, que vivió en el siglo IX a. C.

## Relato bíblico
Según la Biblia, Jehú condenó a Basá, rey de Israel, y a la Casa de Baasa (1 Reyes 16:7), acusándolo de llevar al pueblo al pecado de la idolatría como su predecesor Jeroboam. Jehú predijo que:
seguramente [Dios] acabará con la posteridad de Baasa y la posteridad de su casa, y ... hará que tu casa sea como la casa de Jeroboam hijo de Nabat. Los perros se comerán a los que pertenezcan a Baasa y mueran en la ciudad, y las aves del cielo se comerán a los que mueran en el campo. 
Sus palabras se cumplieron en el reinado del rey Ela, hijo de Baasa, cuando el traidor Zimri asesinó a Ela y a toda la familia y asociados de Basá.16:1,7,12
Jehú también desafió a Josafat, rey de Judá. La alianza de Josafat con Acab terminó con la muerte de este último en la batalla de Ramot de Galaad. Josafat regresó sano y salvo, pero Jehú lo reprendió por ayudar al malvado rey Ajab. Continuó diciendo que, sin embargo, el Señor vio bondad en el rey, ya que había quitado los postes de Asera de la tierra y se había propuesto buscar a Dios.19:2-3

## Familia
Hanani, el padre de Jehú, también fue un profeta que reprendió al rey Asa de Judá por aliarse con Ben-Hadad I, rey de Siria, contra el reino del norte de Israel16:7-10